# Antibélier
L'antibélier ou anti-bélier est un système utilisé en plomberie. C'est un dispositif destiné à amortir l'onde de choc provoquée par la fermeture rapide d'un robinet ou d'une vanne. Cette onde de choc est appelée coup de bélier,,.
Cet objet est souvent constitué d'un bocal étanche, connecté d'un côté au réseau, là où l'on doit amortir les coups de bélier. À l'intérieur de ce bocal se trouve une membrane en caoutchouc (comme un vase d'expansion en plus petit) ou un piston séparant d'un côté le liquide et de l'autre côté, un gaz ou de l'air sous pression ou un ressort.
Lorsqu'un coup de bélier s'enclenche, la surpression engendrée vient faire rentrer le liquide dans l'antibélier, déformant la membrane. De ce fait, le coup de bélier se trouve atténué sur le réseau se trouvant après l'antibélier.
Certains antibéliers ne comportent pas de membrane, le gaz peut alors se dissoudre dans le liquide. Cela a pour effet de faire perdre au fil du temps son effet amortisseur au système. Il faut donc, de temps en temps, réinjecter de l'air.